# Nicolás Martínez (futbolista, 1984)
Marcelo Nicolás Manuel Martínez (n. Morón, provincia de Buenos Aires, Argentina; 20 de junio de 1984) es un futbolista argentino. Juega de defensor y su actual equipo es Club Fenix de la Primera B Nacional. Es hermano del también futbolista Román Martínez que juega en el Club Atlético Tigre. 

## Trayectoria
Surgió de las categorías inferiores del Deportivo Morón. Se lo considera un jugador polifuncional, ya que puede jugar como defensor lateral por izquierda, o también como volante por la misma banda.
Su debut en Deportivo Morón fue el 19 de marzo de 2004, en el encuentro en el que "el Gallo" derrotó 2-0 a Flandria, por la octava fecha del Torneo Clausura 2004 de la Primera B Metropolitana.
En 2009 fue transferido a Acassuso de la Primera B de Argentina.
En la temporada 2010 formó parte del Club Social y Deportivo Flandria. 
En 2011 firma con el Club Atlético Tigre en la máxima categoría del fútbol argentino donde durante 2 años juega pocos partidos.
En 2013 es cedido al Tristán Suárez para tener continuidad.
En 2014 firma con Club Atlético Colegiales donde termina siendo referente del equipo.
En 2016 firma en Club Atlético Fénix.
En julio de 2016 firma con el Club Deportivo Morón donde se encuentra actualmente
En 2021 se desvincula del Deportivo Morón tras varias temporadas, incluyendo una donde salió campeón.

## Clubes
| Club            | País      | Año         | PJ | Goles |
| --------------- | --------- | ----------- | -- | ----- |
| Deportivo Morón | Argentina | 2002 - 2009 |    |       |
| Acassuso        | Argentina | 2009 - 2010 | 28 | 1     |
| Flandria        | Argentina | 2010        | 32 | 1     |
| Tigre           | Argentina | 2011 - 2013 | 8  | 0     |
| Tristán Suárez  | Argentina | 2013 - 2014 | 26 | 1     |
| Colegiales      | Argentina | 2014 - 2015 | 47 | 3     |
| Fénix           | Argentina | 2016        | 19 | 1     |
| Deportivo Morón | Argentina | 2016 - 2021 |    |       |